# Tetragnatha caudicula
Tetragnatha caudicula är en spindelart som först beskrevs av Karsch 1879.  Tetragnatha caudicula ingår i släktet sträckkäkspindlar, och familjen käkspindlar. Inga underarter finns listade i Catalogue of Life.